# Уокер, Филлип
Филлип Уокер (англ. Phillip Walker; 11 февраля 1937, Уэлш, Луизиана, США  — 22 июля 2010, Палм-Спрингс, Калифорния, США) — американский блюзовый гитарист, вокалист и автор песен. Номинант Blues Music Awards в номинациях «Песня года» (1989), «Альбом года» (2000), «Исполнитель традиционного блюза» (2008). Троюродный брат Кларенса «Гейтмута» Брауна.

## Биография
Филлип Уокер родился в Луизиане в 1937 году седьмым из двенадцати детей Малвина и Виолы Вебер Уокер, издольщиков. Бабушка по матери была чистокровной чероки, а сама мать говорила на мать говорила на каджунском диалекте французского креольского языка. Когда Филлипу было 8 лет, его семья переехала в Порт-Артур, штат Техас. В подростковом возрасте стал осваивать гитару, вдохновляясь как и множество блюзовых гитаристов, Ти-Боун Уокером. Не имея возможности позволить себе собственную гитару, Филлип смастерил свой первый инструмент из коробки из-под сигар, используя для струн тонкую проволоку. С 15 лет Филлип Уокер уже выступал в местных джук-джойнтах. Первый раз Уокер записался в 1952 году в качестве аккомпаниатора Роско Гордона. 
В 1950-е годы он работал с блюзовыми музыкантами Лонни Бруксом и Лоунсом Сандауном. В 1953 году он познакомился с Клифтоном Шенье, который подарил Уокеру первую настоящую гитару и забрал его на гастроли. С того времени до конца 1950-х он работал с Шенье, записавшись на пяти его синглах и гастролируя по югу, работая в театрах, клубах и концертных залах. В то же время, начиная с 1955 года, он работал сайдменом у таких музыкантов, как например Этта Джеймс и Литтл Ричард. Тогда же сформировал свою группу Blue Eagles Band, и гастролировал по всей стране, в основном по югу, но выступал даже и в театре «Аполло» в Нью-Йорке. В 1959 году окончательно обосновался в Калифорнии. 
В 1959 году создал вместе с будущей женой Иной собственную группу The  Phillip Walker Band, записав в том же году первый сингл. Второй сингл альбома принёс ему самый большой его хит в карьере, песню «Hello My Darling», но после этого группа не записывалась. Уокер отметился на нескольких синглах других музыкантов, а в 1963 вместе с женой, взявшей псевдоним Bea Bopp, сформировал в Лос-Анджелесе R&B-группу Phil and Bea Bopp and His Band, которая выпустила два сингла. В 1965 году Уокер начал сотрудничество с продюсером Брюсом Бромбергом и его карьера пошла вверх. Он сформировал группу Philip Walker and the Tracers, которая выпустила один сингл под таким именем, но в дальнейшем Уокер записывался под своим именем или как The Phillip Walker Blues Band. Свой дебютный альбом Bottom of the Top (выдержавший несколько переизданий) записал в 1973 году, и в дальнейшем регулярно записывался, меняя стиль от альбома к альбому. «К тому времени виртуозность Филлипа на гитаре стала очевидной, и он достиг такого мастерства в игре на своем инструменте, что мог играть множество стилей музыки от блюза и зайдеко (его корни) до техасского блюза, госпела, ритм-н-ролла и блюза, джаза и поп-музыки той эпохи». В 1977 году состоялись первые гастроли музыканта в Европе, и затем всю карьеру музыкант провёл в почти непрерывных гастролях по стране и миру. В 1989 году его песня «Big Rear Window» номинировалась на звание песни года Blues Music Awards так же как и альбом Lone Star Shootout, выпущенный в 1999 году с Лонни Бруксом и Лонг Джоном Хантером претендовал в 2000 году на звание лучшего альбома года. 
Он также записывался как сайдмен со многими блюзовыми и зайдеко- музыкантами: Клифтоном Шенье, Лоуэллом Фулсоном, Перси Мэйфилдом, Джорджем «Гармоника» Смитом. Оказал значительное влияние на звезду блюза Роберта Крея и написал для него его первый хит, «Don’t Be Afraid of the Dark», которому же и уступил звание песни года Blues Music Awards в 1989 году.  
Умер от сердечной недостаточности 22 июля 2010 года в Палм-Спрингс, пережив единственного сына (ум. 1986) и жену (ум. 1991). 
«У него привлекательный тенор, по диапазону похожий на голос Рэя Чарльза. Его прекрасно дополняет духовая секция, и Филлип обычно аранжирует духовые партии и часто путешествует с духовой секцией, что необычно для квинтета. Его предпочтение, хотя и не всегда практичное для гастролей, — группа из семи человек: вокал и гитара (он сам), ударные, бас, клавишные, труба, тенор-саксофон и тромбон».
«Его мелодичная, жалящая гитара и сухой, протяжный голос представляли собой суть звука, который возник в Восточном Техасе в конце 1950-х годов под влиянием Ти-Боун Уокера и Гейтмута Брауна, а также драйвовых ритмов крупных техасских свинговых групп. После переезда из Техаса в Калифорнию он привнес в свою игру изысканные, джазовые звуки Западного побережья».
Guitar Hero описывал творчество Уокера как «сочетание техасского блюза и крутизны Западного побережья…».
«Его стиль был ироничным, сухим, жилистым и несентиментальным, в манере старого блюзмена Лоуэлла Фулсона».

## Дискография
- 1973 Bottom of the Top (Playboy)
- 1977 Someday You'll Have These Blues (Joliet)
- 1980 The Blues Show! Live at Pit Inn (Yupiteru)
- 1982 From L.A. to L.A. (Rounder)
- 1984 Tough As I Want to Be (Rounder)
- 1988 Blues (Hightone)
- 1994 Big Blues from Texas (JSP)
- 1995 Working Girl Blues (Black Top)
- 1998 I Got a Sweet Tooth (Black Top)
- 1999 Lone Star Shootout с Лонни Бруксом и Лонг Джоном Хантером (Alligator)
- 2002 Live at Biscuits & Blues (M.C.)
- 2007 Going Back Home (Delta Groove Productions)